# 內梅茨半島

內梅茨半島是俄羅斯的半島，由摩爾曼斯克州負責管轄，位於雷巴奇半島東北面30公里，長1.7公里、闊700米，最高點海拔高度42.8米，半島上有小型湖泊和河流。
69°42′17″N 31°24′33″E / 69.70472°N 31.40917°E